# Mary Lizzie Macomber
Mary Lizzie Macomber (21 de agosto de 1861 — 4 de fevereiro de 1916) foi uma artista norte-americana que pintou o estilo pré-rafaelita.
Macomber nasceu em Fall River, Massachusetts, filha de Frederick William e Mary White Poor Macomber. Seu pai era joalheiro e sua família era de descendência quaker e peregrino. Quando jovem, ela teve aulas de pintura com Robert S. Dunning, um proeminente pintor de vida morta. Depois de cerca de três anos com Dunning, ela começou a estudar na escola do Museu de Belas Artes de Boston. Em 1883 ela teve que interromper seus estudos devido à doença. Depois de se recuperar, ela estudou com Frank Duveneck.
Por volta de 1885, Macomber começou seu próprio estúdio em Boston. Depois de inicialmente ter pintado vidas estádas, ela começou a se concentrar em obras alegóricas. Sua primeira pintura a ser exibida, Ruth,foi exibida na exposição da Academia Nacional de 1889. Em 1893, duas de suas obras Love Awakening Memory, e The Anunciation foram exibidas no Palácio das Belas Artes na Exposição Mundial de Columbia. Santa Catarina (1897) ganhou o prêmio Dodge na exposição da Academia Nacional em Nova York. Alguns de seus trabalhos mais conhecidos são: Love's Lament (1893), The Hour Glass (1900), The Lace Jabot (1900), Night and Her Daughter Sleep (1903) e Memory Comforting Sorrow (1905).
Grande parte de seu trabalho foi perdido durante um incêndio em seu estúdio em 1903. Ela morreu no Hospital Back Bay, em Boston, em 1916, aos 54 anos.